# Waxmann Verlag
Der Waxmann Verlag ist ein unabhängiger internationaler Wissenschaftsverlag mit Sitz in Münster und New York.

## Geschichte
Der Verlag wurde 1987 in Münster gegründet. Geschäftsführende Gesellschafterin war seit 1991 Ursula Heckel, die seit 2007 zusammen mit Beate Plugge (Prokuristin) den Verlag leitete. Zum 1. Januar 2020 übernahm Beate Plugge die Geschäftsführung.

## Verlagsprogramm
Waxmann ist ein international arbeitender Wissenschaftsverlag, der sich auf die Veröffentlichung von Dissertationen, Monografien, Sammelbänden, Buchreihen und Zeitschriften aus unterschiedlichen 
wissenschaftlichen Disziplinen spezialisiert hat. Die Schwerpunkte liegen u. a. in den Bereichen Erziehungswissenschaft, Psychologie, Soziologie, Volkskunde, Musik- und Literaturwissenschaften und Bildungsforschung. 
Derzeit sind etwa 2600 Titel lieferbar (Stand: März 2015).
Seit Anfang 2015 gehört der Verlag der Verlagsarbeitsgemeinschaft Uni-Taschenbücher (UTB) an.

### Periodika
Herausgegeben werden die Zeitschriften DDS - Die Deutsche Schule – die Zeitschrift der Gewerkschaft Erziehung und Wissenschaft (GEW), die Zeitschrift für Evaluation, ZEP – Zeitschrift für internationale Bildungsforschung und Entwicklungspädagogik, die Zeitschrift für Volkskunde, Connotations – Journal for Critical Debate bis 2016, das Ejss – European Journal for Sport and Society bis 2015,  das Tertium Comparationis. Journal für International und Interkulturell Vergleichende Erziehungswissenschaft, die Ethnographisch-Archäologische Zeitschrift (EAZ), die Zeitschrift forum erwachsenenbildung und das Open-Access-Journal JERO – Journal for Educational Research Online sowie die Jahrbücher Lied und populäre Kultur/Song and Popular Culture. Jahrbuch des Deutschen Volksliedarchivs Freiburg und Jahrbuch für deutsche und osteuropäische Volkskunde im Auftrag der Kommission für deutsche und osteuropäische Volkskunde in der Deutschen Gesellschaft für Volkskunde e. V.

### Belletristik
Neben dem wissenschaftlichen Programm erscheint seit 1997 die Reihe Waxmann Schwarze Serie, in der Regionalkrimis, die in Münster und dem Münsterland spielen, publiziert werden. Autoren sind Jürgen Kehrer, Ursula Meyer, Georg Veit sowie Brigitte und Gerd Bracht.